# 尤什基夫齊 (文尼察州)
49°9′43″N 29°41′39″E / 49.16194°N 29.69417°E
尤什基夫齊（烏克蘭語：Юшківці）是位於烏克蘭西南部文尼察州裏文尼察區的村莊，始建於1490年，面積2.97平方公里，海拔高度213米，2001年人口553，人口密度每平方公里186.32人。